# KK Igokea Aleksandrovac
Der Košarkaški klub Igokea Aleksandrovac ist ein Basketballverein aus Aleksandrovac in der Opština Laktaši in Bosnien und Herzegowina. Die Herrenmannschaft des Vereins gewann nach der ersten Meisterschaft in Bosnien und Herzegowina 2001 und dem ersten Pokalsieg 2007 ab 2013 alle bosnischen Meisterschaften, davon bis auf 2014 auch viermal als Double in Verbindung mit dem Pokalsieg. Durch die Teilnahme am Final-Four-Turnier der supranationalen Adriatischen Basketballliga (ABA-Liga) konnte sich die Mannschaft auch bereits einmal für den kontinentalen Vereinswettbewerb ULEB Eurocup qualifizieren.

## Geschichte
Der Verein wurde 1973 als KK Potkozarje in dem nördlich des Hauptortes Laktaši und des Flughafens Banja Luka gelegenem Ort gegründet, durch den auch die Fernstraße M16 führt, deren Bedeutung durch den parallel laufenden, 2011 eröffneten Autoput Gradiška–Banja Luka abgenommen hat. Am Ende des Bosnienkrieges nannte sich der Verein in der serbisch dominierten Region in KK Igokea um und die erste Herrenmannschaft setzte ihren Aufstieg von einer regional führenden Mannschaft zu einer der besten bosnischen Mannschaften fort. Im März 2000 konnte der Verein die nach dem ersten Vereinspräsidenten Nenad Baštinac benannte Sporthalle in Betrieb nehmen und gleich darauf erstmals die regionale Division der Republika Srpska vor dem zuvor dominierenden KK Borac Nektar aus Banja Luka gewinnen. Ein Jahr später gelang nicht nur die Wiederholung dieses Erfolgs, sondern man gewann auch die Meisterschaft des gesamten Landes. In der Folge verpassten die Herren jedoch weitere Titelerfolge, bevor man 2007 auch erstmals den bosnischen Pokalwettbewerb gewann.
In der ABA-Liga 2010/11 war der KK Igokea einer der zwei bosnischen Teilnehmer an der supranationalen ABA-Liga und belegte bei seiner Premiere den elften Platz. Zwei Jahre später überraschte die Mannschaft bei ihrer zweiten Teilnahme mit dem ersten Platz nach der Hauptrunde. Wie ursprünglich vorgesehen wäre die Mannschaft damit am höchsten europäischen Vereinswettbewerb Euroleague qualifiziert gewesen, da erstmals sowohl für den Gewinner der Hauptrunde als auch für den Gewinner des Final-Four-Turnier eine B-Lizenz als Startplatz reserviert war. Die Sporthalle in Laktaši erfüllte jedoch nicht die infrastrukturellen Voraussetzungen der Euroleague und hatte mit weniger als 5.000 Zuschauern nicht die notwendige Kapazität. Nachdem KK Igokea als Hauptrundenerster und Ausrichter des Finalturniers das Halbfinale gegen Titelverteidiger und Seriensieger KK Partizan Belgrad verloren hatte, wurden die Euroleague-Startplätze auf die Finalturnier-Finalisten festgeschrieben. Der KK Igokea spielte daraufhin im Eurocup 2013/14, in dem man jedoch nur drei von zehn Vorrundenspiele gewann und nach der Vorrunde ausschied.
Die in der ABA-Liga erfolgreiche Mannschaft konnte 2013 sowohl in der bosnischen Meisterschaft als auch im nationalen Pokalwettbewerb jeweils den zweiten Titelerfolg erringen und damit erstmals das nationale Double. In der Folgezeit entwickelte man sich innerhalb Bosniens zur dominierenden Mannschaft und konnte den Titelgewinn in der Meisterschaft bis einschließlich 2016 jeweils erfolgreich verteidigen. Bis auf den Pokalwettbewerb 2014, der vom herzegowinischen Konkurrenten HKK Široki Brijeg gewonnen wurde, gelang dies auch im nationalen Pokalwettbewerb. In der ABA-Liga reichte es jedoch zu keiner weiteren Qualifikation für das Final-Four-Turnier, so dass auch in anerkannten kontinentalen Vereinswettbewerben keine weiteren Teilnahmen hinzukamen.

## Bekannte Spieler
| - Siniša Kovačević 1999–2002, 2007 - Alton Ford 2007/08 - Bryan Lucas 2008 - Stjepan Stazic 2008 - Brian Chase 2010/11 - Nebojša Joksimovič 2010–13 | - Cliff Hammonds 2012/13 - Branko Jorović 2012–15 - / Boris Rothbart 2013/14 - Nemanja Gordić 2013/14 - Teddy Gipson 2013/14, 2016 - Marko Šćekić 2014, AC seit 2015 | - Nikola Dragović 2014/15 - Dušan Katnić seit 2014 - Aleksandar Ćapin 2015/16 - Vuk Radivojević seit 2015 - Nemanja Krstić seit 2015 |